# Macolo
Macolo – miasto w Angoli, w prowincji Uíge.